# چرخ سفالگری

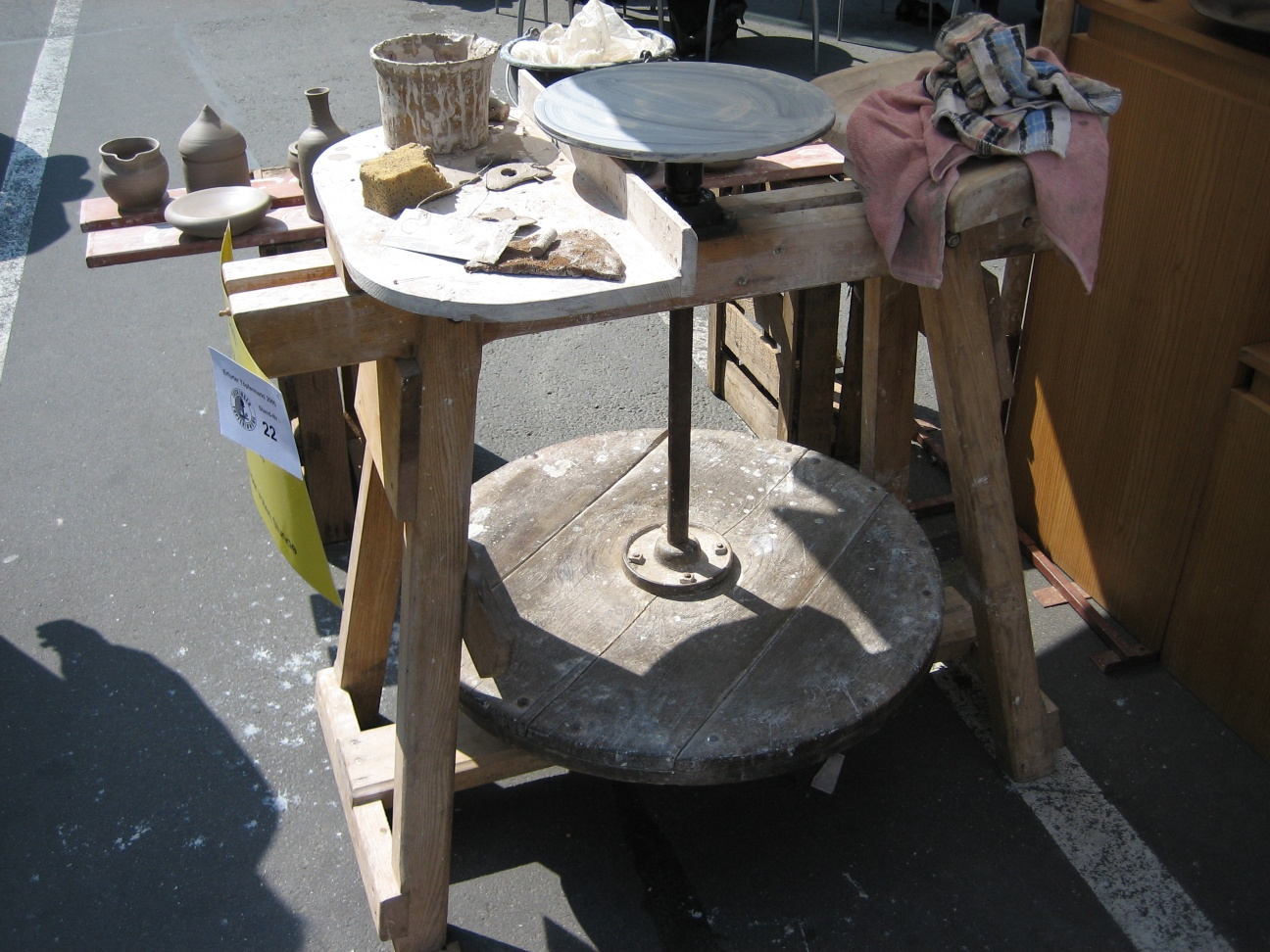
چرخ سفالگری

ظروف سفالین در دورانهای بسیار قدیم بدون استفاده از چرخ سفالگری ساخته می‌شد. همچنان که هنوز در مناطقی از جهان از جمله کلپورگان این روش کمابیش رایج است. بعدها اختراع چرخ سفالگری، تولید ظروف سفالین را سریع تر و آسان تر کرد. شکل و اندازه چرخ‌های سفالگری در نقاط مختلف دنیا تفاوت دارد. رایج‌ترین شکل آن از دو صفحهٔ گرد چوبی یا فلزی ساخته می‌شود که مرکز این صفحه‌ها به وسیله محور چوبی یا فلزی به هم متصل است؛ به گونه‌ای که چرخش صفحهٔ زیرین موجب به حرکت درآمدن صفحهٔ زبرین می‌شود.